# Salice Salentino (Wein)
Salice Salentino DOC ist eine Bezeichnung für verschiedene italienische Weiß-, Rosé-, Rot- und Schaumweine aus den süditalienischen Provinzen Lecce und Brindisi, Apulien. Die Weine besitzen seit 1976 eine „kontrollierte Herkunftsbezeichnung“ (Denominazione di origine controllata – DOC), die zuletzt am 7. März 2014 aktualisiert wurde.

## Anbau
Der Anbau und die Vinifikation der Weine sind in folgenden Gemeinden zugelassen:
- in der Provinz Lecce: Salice Salentino, Veglie und Guagnano sowie in Teilen der Gemeinde Campi Salentina
- in der Provinz Brindisi: San Pancrazio Salentino und San Donaci sowie in Teilen der Gemeinde Cellino San Marco

## Erzeugung
Die Denomination lässt folgende Weintypen zu:
Verschnittweine
- Salice Salentino Rosso und Salice Salentino Rosato: Die Weine müssen zu mindestens 75 % aus der Rebsorte Negroamaro bestehen. Höchstens 25 % andere rote Rebsorten, die für den Anbau in der Region Apulien zugelassen sind, dürfen zugesetzt werden.
- Salice Salentino Bianco: Der Wein muss zu mindestens 70 % aus der Rebsorte Chardonnay bestehen. Höchstens 30 % andere weiße Rebsorten, die für den Anbau in der Region Apulien zugelassen sind, dürfen zugesetzt werden – mit Ausnahme von Moscato bianco und Moscatello selvatico.

fast sortenreine Weine
- mindestens 85 % der genannte Rebsorte müssen enthalten sein. Höchstens 15 % andere analoge Rebsorten, die für den Anbau in der Region Apulien zugelassen sind, dürfen zugesetzt werden:
  - Salice Salentino Aleatico
  - Salice Salentino Chardonnay
  - Salice Salentino Fiano
  - Salice Salentino Pinot bianco

- mindestens 90 % Negroamaro muss enthalten sein. Höchstens 10 % andere rote Rebsorten, die für den Anbau in der Region Apulien zugelassen sind, dürfen zugesetzt werden.
  - Salice Salentino Rosso Negroamaro
  - Salice Salentino Rosato Negroamaro

## Beschreibung
Laut Denomination (Auszug):

### Rotwein (Salice Salentino Rosso)
Der Wein reift mindestens acht Monate in Tanks. Qualitätsanbieter lassen den Wein jedoch drei bis vier Jahre in verschiedenen Behältern reifen. Bei einer Mindestlagerung von zwei Jahren darf der Wein die Bezeichnung Riserva tragen. Im Gegensatz zum spanischen Reserva ist beim italienischen Riserva nicht vorgeschrieben, wo der Wein reifen muss. Es können also Stahltanks, Holzfässer oder einfach nur die Flasche zum Einsatz kommen.
Hochwertige Salice Salentino Riserva werden allerdings in der Regel im Holzfass ausgebaut und können beim Käufer, je nach Qualitätsstufe, fünf bis zehn Jahre und mehr lagern.
- Farbe: mehr oder weniger rubinrot – tendiert mit zunehmender Reife zu granatrot
- Geruch: angenehm und intensiv
- Geschmack: voll, trocken oder süß, stark, aber samtig, warm, harmonisch
- Alkoholgehalt: mindestens 12,0 Vol.-%
- Säuregehalt: mind. 4,5 g/l
- Trockenextrakt: mind. 24,0 g/l
- Restzucker: maximal 10,0 g/l

### Roséwein (Salice Salentino Rosato)
Der Wein reift mindestens acht Monate bis zu einem Jahr (bei zwölf Monaten darf er sich Prodotto Invecchiato nennen) in Tanks. Der Wein sollte jung getrunken werden, kann aber ca. zwei Jahre gelagert werden.
- Farbe: mehr oder weniger intensives Rosa
- Geruch: zart und angenehm fruchtig
- Geschmack: trocken oder süß, frisch und harmonisch
- Alkoholgehalt: mindestens 11,5 Vol.-%
- Säuregehalt: mind. 4,5 g/l
- Trockenextrakt: mind. 19,0 g/l
- Restzucker: maximal 10,0 g/l

### Weißwein (Salice Salentino Bianco)
- Farbe: mehr oder weniger intensives Strohgelb, das grünliche Reflexe haben kann
- Geruch: zart und angenehm fruchtig, wenn der Wein jung ist
- Geschmack: trocken oder süß, frisch und harmonisch
- Alkoholgehalt: mindestens 11,0 Vol.-%
- Säuregehalt: mind. 4,5 g/l
- Trockenextrakt: mind. 15,0 g/l
- Restzucker: maximal 10 g/l